# بويغيات أرومية شاملة
البويغيات الأرومية شاملة (الاسم العلمي: Pansporoblastina) هي رتيبة من الفطريات تتبع الرتبة البويغيات الدقيقة من طائفة البويغيات المكروية.

## التصنيف
- الغلوغية
  - الغلوغيا
  - اللوما